# Aphanius almiriensis
Il Nono egeo o Nono di Almiri (Aphanius almiriensis Kottelat, Barbieri & Stoumbodi, 2007) è un pesce appartenente alla famiglia degli Aphanidae dell'ordine Cyprinodontiformes. La specie è stata recentemente scoperta in Grecia, ed è strettamente imparentata con il più comune Nono (Aphanius fasciatus).

## Distribuzione e Habitat
Il nono egeo è stato inizialmente descritto in due sorgenti costiere del Peloponneso (Almiri e Meligou), ma gradualmente la sua distribuzione si è ampliata con la scoperta di ulteriori popolazioni lungo le coste dell'Egeo (Macedonia greca, Dodecaneso e Anatolia) precedentemente ascritte ad Aphanius fasciatus. Tuttavia il numero di popolazioni resta estremamente basso, rendendo il Nono egeo una delle specie di pesci più rare e minacciate del Mediterraneo. Recentemente è stata scoperta una popolazione isolata anche in Italia, situata in provincia di Lecce in Puglia. Tale popolazione estende anche all'Adriatico e allo Ionio la potenziale distribuzione della specie.
L'habitat elettivo della specie è rappresentato da risorgive costiere, sia dolci che leggermente salmastre, che formano stagni, lagune o acquitrini ricchi di vegetazione acquatica (in particolare Ruppia sp.). Nonostante la specie sia eurialina, la preferenza per l'acqua dolce o debolmente salmastra sembrerebbe indicare una minore tolleranza alle condizioni di salinità estrema rispetto ad Aphanius fasciatus. In Puglia l'ambiente utilizzato è costituito dalle "spunnulate", ovvero lo sprofondamento della roccia calcarea che porta all'emersione allo scoperto dell'acqua sotterranea.

## Descrizione

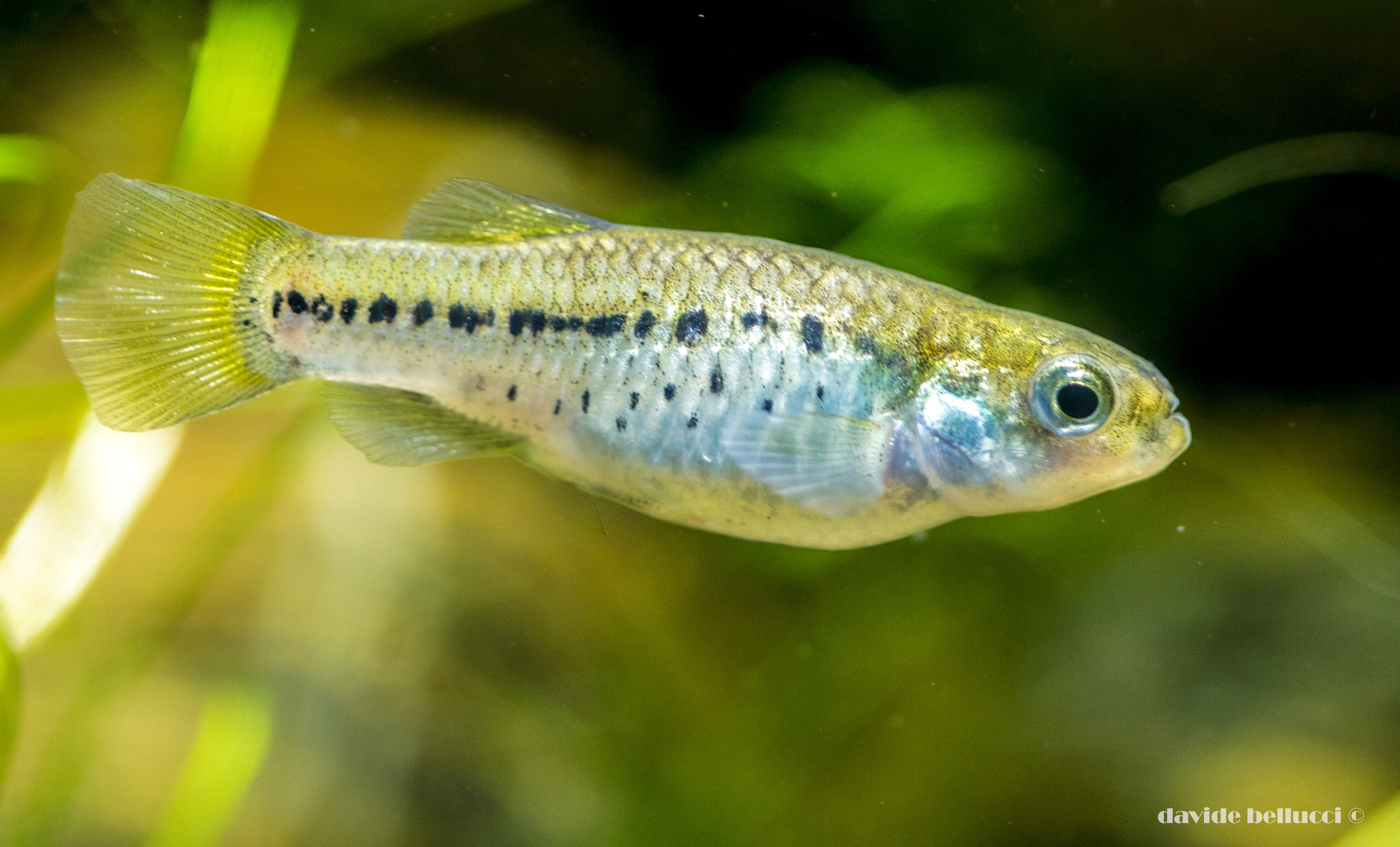
Femmina adulta

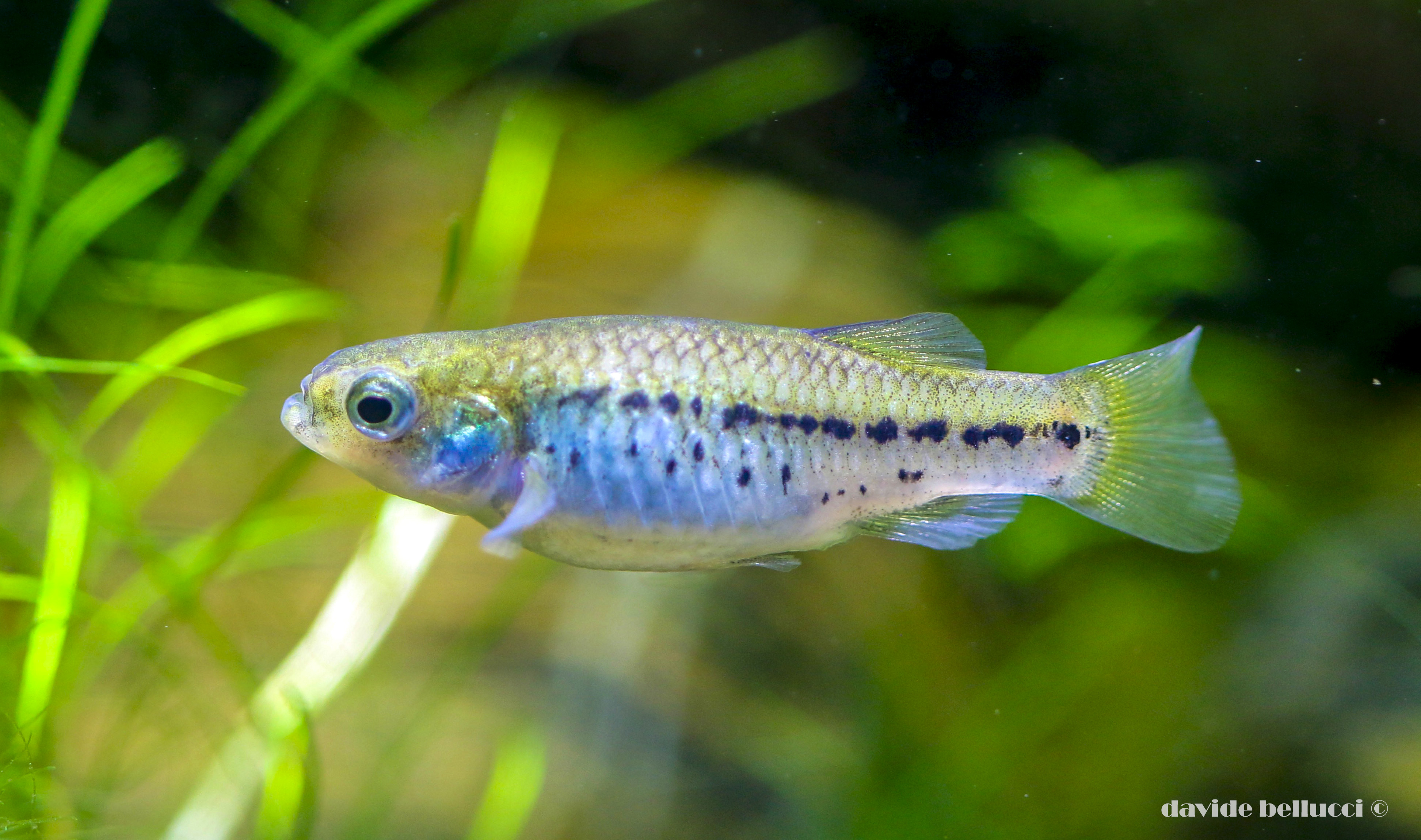
Femmina adulta

Come tutti i i membri del genere Aphanius, questo pesce presenta un evidente dimorfismo sessuale. Le femmine di Aphanius almiriensis raggiungono una lunghezza di circa 35,1 mm, mentre i maschi sono stati riportati raggiungere fino a 28,5 mm. I maschi possiedono 6-8 strie nere lungo i fianchi, con quelle superiori più spesse di quelle inferiori. La loro pinne caudale è gialla, con una banda grigia distale. La pinna anale è gialla così come quella dorsale, che ha margine prominente nero, con pochi punti scuri vicino alla base. L'ano e l'apertura genitale sono separati. Le femmine posseggono 7-11 macchie arrotondate sui fianchi, collegate da una stria scura mediana.

## Conservazione
La specie, inizialmente descritta per sole due località, è stata per questo categorizzata dalla IUCN come In Pericolo Critico di estinzione (CR). Nonostante altre popolazioni siano state scoperte successivamente in Grecia, Turchia e Italia, il nono egeo resta particolarmente localizzato e vulnerabile, ed è continuamente minacciato dall'espansione urbanistica e turistica che colpisce le lagune e le sorgenti costieri dove trova il suo habitat. Bonifiche, inquinamento, alterazione meccanica e introduzione di specie aliene (in particolare la Gambusia) costituiscono le principali cause di scomparsa della specie.